# Dragonfly 44
Dragonfly 44 — тусклая массивная галактика в скоплении Волос Вероники с массой в один триллион солнечных масс, что сопоставимо с массой Млечного Пути. Обладая крайне малым для такой массы количеством звёзд и низкой звёздной плотностью, считается почти полностью (на 99,99 %) состоящей из тёмной материи.

## История открытия
Dragonfly 44 была обнаружена международной командой астрономов в 2015 году с помощью телескопов обсерватории Кека. Соответствующая работа опубликована в журнале The Astrophysical Journal.

## Характеристики
Dragonfly 44 располагается примерно в 300 миллионах световых лет от Земли в скоплении Кома. Галактика обладает низкой звёздной плотностью, отчего относится к ультрадиффузным галактикам, а её размеры сопоставимы с размерами Млечного Пути. Dragonfly 44 излучает всего 1 % от того количества света, которое излучает наша галактика.
Хотя Dragonfly 44 была открыта в 2015 году, первые сведения о ней удалось получить лишь к концу лета 2016 года. Проведя новое исследование с помощью телескопов обсерватории Кека и обсерватории Джемини, учёные выяснили, что галактика включает в себя менее миллиарда звёзд, основная часть которых распределена по минимум 47 шаровым скоплениям (более 90 по некоторым расчётам). Основываясь на скорости их движения, учёные вычислили массу галактики. Она оказалась равной одному триллиону солнечных масс, что сопоставимо с массой Млечного Пути, однако от этого числа на звёзды и межзвёздный газ приходится всего 0,01 %. Таким образом, Dragonfly 44 почти полностью состоит из тёмной материи; галактика распалась бы без гравитационного воздействия на звёзды огромного количества тёмной материи.
Существование галактик из тёмной материи для астрономов не новость: так, сверхтусклые карликовые галактики обладают схожими составами. Однако, они куда меньше по размерам и примерно в 10 тысяч раз менее массивны по сравнению с Dragonfly 44.